# دائرة عين الكبيرة
دائرة عين الكبيرة إحدى دوائر الجزائر التابعة لولاية سطيف.

## التقسيم الإداري
تضم حسب التقسيم الإداري لسنة 1984 ثلاث بلديات هي :
- بلدية عين الكبيرة
- بلدية الدهامشة
- بلدية اولاد عدوان